# VM i landevejscykling 1921
VM i landevejscykling 1921 var den første udgave af VM i landevejscykling arrangeret af UCI. Der var ét løb, en enkeltstart for mandlige amatører, og løbet blev afviklet den 4. august 1921 på en 190 km lang rute med start og mål i Glostrup. Der blev kåret to mestre: en individuel vinder og en holdmester. Landevejsmesterskabet blev kørt under VM i banecykling 1921, som i perioden 30. juli - 8. august blev afviklet på Ordrupbanen.
Det havde regnet hele natten og morgenen inden løbet, men kort inden start klarede det op, og løbet blev kørt under udmærkede vejrforhold. Nogle af rytterne havde overnattet på Turistpavillonen i Glostrup, hvor der var blevet indrettet et lille hotel og et omklædningsrum.
Løbet blev vundet af svenske Gunnar Sköld knap fem minutter foran danskeren Willum Nielsen, der var uheldig med at punktere to gange undervejs på den sidste del af ruten. Lidt uden for Køge opstod den første punktering, en "siver", der medførte, at han jævnligt måtte stoppe for at pumpe. Lidt senere opstod imidlertid en anden punktering, da forhjulet ramte et søm, hvorfor Nielsen måtte stoppe for at lappe slangen. Punkteringerne kostede ham formentlig 10-12 minutter i forhold til Sköld, der var forskånet for lignende uheld. Bronzemedaljen gik til englænderen Charlie Davey foran franskmanden Fernand Canteloube, der styrtede undervejs og kom i mål med smertefulde sår på den ene arm.
Verdensmesteren, 26-årige Gunnar Sköld fra Uppsala, havde kørt cykelløb siden 1910, og havde bl.a. vundet løbet Kalundborg-København i 1914. I det svenske udtagelsesløb til verdensmesterskabet var han imidlertid blot blevet nr. 3, efter Ragnar Malm og den olympiske mester, Harry Stenqvist, der dog ikke kom til start ved VM på grund af en benskade. Efter sin sejr blev han spurgt, hvorvidt han inden løbet havde troet, at han ville vinde, hvortil han svarede: "Nej, ikke jeg. Men der var adskillige andre, der troede det."
Sverige vandt også holdkonkurrencen med en tid på 26:08:02,4 for de fire ryttere, der individuelt var sluttet som nr. 1, 5, 8 og 10: Gunnar Sköld, Ragnar Malm, Algot Persson og Henrik Morén. På andenpladsen var Frankrig, hvis deltagere endte på fjerde-, sjette-, niende- og femtendepladsen, ca. 40 minutter efter, mens Danmark besatte tredjepladsen efter individuelle placeringer som nr. 2, 7, 11 og 16. Ingen andre hold fik fire ryttere i mål.
Tre af de startende ryttere udgik. Hollænderne var særligt hårdt ramt af uheld, idet Ko Willems og Wouters begge gav op i Næstved. Willems stoppede på grund af sygdom, mens Wouters havde ødelagt et hjul i forbindelse med et styrt, hvor han dog ikke selv kom til skade. Wouters var allerede styrtet dagen før og startede løbet med bandager på sit forslåede knæ. De to andre hollændere kom i mål med knækkede fælge. Englænderen Leon Meredith udgik lidt uden for Ringsted efter et uheld forårsaget af en hund, der løb ind i hans baghjul, der dermed fik ødelagt så mange eger, at det ikke kunne repareres. Og reglerne tillod ham ikke at skifte cykel. Han havde ellers netop indhentet sin forankørende konkurrent, franskmanden Marcel Gobillot.

## Format
Løbet blev afviklet som en enkeltstart for mandlige amatører. Ruten var 190 km lang, og havde start og mål ud for Turistpavillonen i Glostrup. Fra Glostrup gik ruten vestpå til Roskilde, og derfra sydpå via Ringsted, Næstved og Vordingborg, inden rytterne kørte tilbage mod Glostrup via Rønnede, Køge og Taastrup. Undervejs i løbet var der kontrolposter, hvor rytterne skulle notere deres navn, inden de fortsatte, og hvor de kunne modtage forplejning. Ved Missionshotellet i Vordingborg var der f.eks. mulighed for at forfriske sig med æg, citronsodavand, lemonsquash (en slags citronsodavand), syltede frugter, sandwich og wienerbrød.
Hvert land havde på forhånd kunnet nominere seks ryttere, hvoraf højst fire måtte stille til start. Inden starten blev rytterne undersøgt af Dansk Bicycle Clubs banelæge, dr. Brummerstedt.
Den første rytter startede kl. 09:00, og de efterfølgende ryttere blev sendt afsted med 5 minutters mellemrum. Deltagerne kørte uden pacemakere, ledsagere eller hjælpere. Rytternes tid blev målt fra start til mål med en præcision på 0,2 sekunder. Dog blev rytterne fratrukket evt. tid, som de undervejs havde ventet ved lukkede jernbaneoverskæringer. Der blev både kåret en individuel verdensmester og en holdverdensmester. Holdkonkurrencen blev afgjort ved at summere tiderne for hvert lands fire bedste ryttere. For at kunne deltage i holdkonkurrencen havde Belgierne, der kun stillede med to ryttere, fået den særordning, at den dårligste rytters tid skulle tælle som de to manglende rytteres tid. Særreglen kom dog ikke i brug, idet kun én belgier stillede op til start.

## Resultat

### Individuelt
| Plac. | Rytter                      | Land           | Tid (t:m:s) | Tid (t:m:s) | Tid (t:m:s) | Tid (t:m:s) | Afstand    | Startnr. |
| Plac. | Rytter                      | Land           | Ringsted    | Næstved     | Vordingborg | Mål         | Afstand    | Startnr. |
| ----- | --------------------------- | -------------- | ----------- | ----------- | ----------- | ----------- | ---------- | -------- |
| 1     | Gunnar Sköld                | Sverige        | 1:42        | 2:33        | 3:32        | 6:18:17,0   | -          | 5        |
| 2     | Willum Nielsen              | Danmark        | 1:42        | 2:32        | 3:35        | 6:23:12,2   | +4:55,2    | 18       |
| 3     | Charlie Davey               | Storbritannien | 1:47        | 2:35        |             | 6:23:45,4   | +5:28,4    | 20       |
| 4     | Fernand Canteloube          | Frankrig       | 1:44        | 2:34        | 3:37        | 6:28:09,8   | +9:52,8    | 3        |
| 5     | Ragnar Malm                 | Sverige        | 1:45        | 2:38        |             | 6:29:24,4   | +11:07,4   | 21       |
| 6     | Marcel Huot                 | Frankrig       |             |             |             | 6:32:00,8   | +13:43,8   | 19       |
| 7     | Frederik Ahrensborg Clausen | Danmark        | 1:47        |             |             | 6:36:13,4   | +17:56,4   | 13       |
| 8     | Algot Persson               | Sverige        |             |             | 3:46        | 6:39:06,0   | +20:49,0   | 11       |
| 9     | Marcel Gobillot             | Frankrig       |             |             | 3:47        | 6:39:17,2   | +21:00,2   | 9        |
| 10    | Henrik Morén                | Sverige        |             |             |             | 6:41:15,0   | +22:58,0   | 16       |
| 11    | Arthur Larsen               | Danmark        | 1:47        |             | 3:48        | 6:44:17,0   | +26:00,0   | 7        |
| 12    | Dave Marsh                  | Storbritannien | 1:47        |             |             | 6:45:48,0   | +27:31,0   | 15       |
| 13    | Jack Rossiter               | Storbritannien | 1:47        |             |             | 6:47:29,0   | +29:12,0   | 4        |
| 14    | Henry George                | Belgien        | 1:47        |             | 3:49        | 6:55:48,0   | +37:31,0   | 2        |
| 15    | Albert Cantou               | Frankrig       |             |             |             | 7:06:51,4   | +48:34,0   | 14       |
| 16    | Henry Hansen                | Danmark        |             | 2:44        | 3:58        | 7:14:57,6   | +56:40,6   | 1        |
| 17    | Arie Krijsgman              | Holland        |             |             |             | 7:35:21,0   | +1:17:04,0 | 6        |
| 18    | A. Müller                   | Holland        |             |             |             | 7:38:30,0   | +1:20:13,0 | 12       |
| -     | Ko Willems                  | Holland        |             |             | -           | DNF         |            | 22       |
| -     | Wouters                     | Holland        |             |             | -           | DNF         |            | 17       |
| -     | Leon Meredith               | Storbritannien |             | -           | -           | DNF         |            | 10       |
| -     | Ernest Binard               | Belgien        | -           | -           | -           | DNS         |            | 8        |

### Holdkonkurrence
I holdkonkurrencen blev hvert lands fire rytteres tid lagt sammen.
| Plac. | Land     | Tid (t:m:s) |
| ----- | -------- | ----------- |
| 1     | Sverige  | 26:08:02,4  |
| 2     | Frankrig | 26:46:19,2  |
| 3     | Danmark  | 26:58:00,2  |

Storbritannien og Holland udgik af holdkonkurrencen, da kun tre hhv. to ryttere gennemførte. Belgien havde kun én rytter til start.